# Tipula polaruralensis
Tipula polaruralensis är en tvåvingeart som beskrevs av Theowald 1980. Tipula polaruralensis ingår i släktet Tipula och familjen storharkrankar. Inga underarter finns listade i Catalogue of Life.